# جيديدايا سميث
كان جيديدايا سميث (6 يناير 1799 – 27 مايو 1831) موظفًا أمريكيًا ورحالة عبر القارة الأمريكية وصائد فراء ومؤلف ورسام خرائط ورجل جبالٍ بري ومستكشف جبال روكي وغرب الولايات المتحدة والجنوب الغربي خلال بدايات القرن التاسع عشر. كانت إنجازاته وحياته طي النسيان، لكن بعد 75 عام على وفاته أُعيد البحث حول حياته، فعُرف بالأمريكي الذي أدت استكشافاته إلى استخدام الممر الجنوبي باتساع 20 ميلًا (32 كم) كنقطة رئيسية للرواد المهاجرين غربًا على مسلك أوريغون، في عبور خط التقسيم القاري للأمريكيتين.
نشأ سميث في عائلة متواضعة، ثم انتقل إلى سانت لويس وانضم في عام 1822 إلى شركة ويليام إتش. آشلي وأندرو هنري لتجارة الفراء. قاد سميث أول رحلة استكشافية موثقة من حدود البحيرة المالحة إلى نهر كولورادو. بعد ذلك، أصبح فريق سميث من مواطني الولايات المتحدة الأوائل الذين عبروا صحراء موهافي وصولًا إلى ما يُعرف اليوم بولاية كاليفورنيا، ولكنها كانت حينها جزءًا من المكسيك. وكانوا بالمثل أول المستكشفين الأمريكيين لسييرا نيفادا وصحراء الحوض الكبير الخطرة وعابريها في رحلة العودة. في العام التالي، كان سميث ورفاقه أول المستكشفين الأمريكيين الذين توجهوا شمالًا عن طريق البر من كاليفورنيا إلى ولاية أوريغون. نجا سميث من ثلاث نزاعات وحشية مع السكان الأصليين وهجومِ دب شرس، وكانت استكشافاته مصادر مهمة للتوسع الأمريكي الغربي لاحقًا.
في مارس 1831، طلب سميث، أثناء وجوده في سانت لويس، من وزير الحرب جون إتش. إيتون تمويلًا فدراليًا لاستكشاف الغرب، لكن دون استجابة. أخبر سميث إيتون أنه كان يعمل على إنجاز خريطة للغرب مستمدة من رحلاته الخاصة. في مايو، نظم سميث وشركاؤه مجموعة تجارية شبه عسكرية للترحال إلى سانتا في. اختفى سميث في 27 مايو أثناء بحثه عن المياه في جنوب غرب كانساس الحالية. وعُرف بعد أسابيع أنه قُتل خلال مواجهة مع قبيلة كومانشي - ولم يُعثر على جثته قط.
نسي الأمريكيون سميث وإنجازاته بمعظمها بعد وفاته. في بداية القرن العشرين، بذل العلماء والمؤرخون جهودًا للتعرف على إنجازاته ودراستها. في عام 1918، نُشر كتاب من تأليف هاريسون كليفورد ديل يتناول استكشافات آشلي وسميث الغربية. أخيرًا في عام 1935، أُدرجت سيرة ذاتية موجزة عن سميث في معجم السير الذاتية. نُشرت أول سيرة ذاتية شاملة لسميث من تأليف موريس إس. سوليفان في عام 1936. نُشرت سيرة سميث الشهيرة التي كتبها ديل مورغان، في عام 1953، ووضعت سميث موضع البطل القومي الحقيقي. استخدم الجيش الأمريكي خريطة سميث للغرب عام 1831، واستعان بها مستكشف الغرب جون سي. فريمونت، في أوائل أربعينيات القرن التاسع عشر.

## هجوم قبيلة الأريكارا
في ربيع عام 1823، تلقى سميث أوامرًا من الرائد هنري بالعودة على طريق نهر ميسوري إلى النهر الكبير مع رسالة إلى آشلي تُبلغه بشراء خيولٍ من قبيلة الأريكارا، التي كانت عدوانية مع التجار البيض بسبب مناوشات حديثة العهد مع رجال شركة ميسوري للفراء. التقى آشلي - الذي كان يُحضر الإمدادات بالإضافة إلى مجموعة جديدة تضم 70 رجلًا عن طريق القوارب إلى منبع النهر - بسميث في قرية الأريكارا في 30 مايو. أجروا مفاوضات لمقايضة عدة خيول و200 رداء من جلد الجاموس وخططوا للرحيل في أسرع وقت ممكن لتجنب المتاعب، لكن الطقس أعاقهم. أثارت إحدى المواقف، قبل أن يتسنى لهم الرحيل، هجومًا عدوانيًا من الأريكارا. حوصر أربعون رجلًا تابعين لآشلي، بمن فيهم سميث، في وضع خطر، وقُتل 12 رجلًا منهم في الاشتباك الناجم. ذاع صيت سميث نتيجة سلوكه أثناء الدفاع: «فعندما تعرضت مجموعته للخطر، كان السيد سميث دائمًا أول المجابهين وآخر العائدين من المواجهة؛ ومن رآه على الضفة، في اشتباك مع الريكاري عام 1823، يشهد على حقيقة هذا الوصف».
وقع اختيار آشلي على سميث ورجل آخر للعودة إلى فورت هنري سيرًا على الأقدام بهدف إبلاغ هنري بالهزيمة. عاد آشلي وسائر مجموعته الناجية على طريق مجرى النهر، وفي نهاية المطاف طلبوا المساعدة من العقيد هنري ليفنوورث الذي كان قائد حصن أتكينسون. أرسل ليفنوورث في أغسطس 250 عسكري إلى جانب 80 رجلًا من أتباع آشلي وهنري، و60 رجلًا من شركة ميسوري لتجارة الفراء وعدد من محاربي قبائل لاكوتا سيو لقمع الأريكارا. بعد حملة فاشلة، جرى التفاوض على معاهدة سلام. عُيّن سميث قائدًا لإحدى فرقتي آشلي وهنري وعُرف فيما بعد «بالنقيب سميث».

## البعثة الأولى وهجوم الدب الرمادي والممر الجنوبي
بعد الحملة، رحل سميث وآخرون من رجال آشلي في خريف 1823 باتجاه منبع النهر إلى فورت كيوا. غادر سميث فورت كيوا في سبتمبر، واتجه غربًا مع نحو 10 أو 16 رجلًا، ليشقوا طريقهم برًا إلى جبال روكي، في أول رحلة استكشافية إلى أقصى الغرب. كان سميث ومجموعته أول أمريكيين أوروبيين يستكشفون بلاك هيلز الجنوبية، ما يُعرف اليوم بداكوتا الجنوبية وشرق وايومنغ. أثناء البحث عن قبيلة الكراو للحصول على خيول جديدة وتوجيهات للطريق نحو الغرب، هاجم دبٌ رمادي كبير سميث. طرحه الدب أرضًا، وكسر أضلاعه. شهد أفراد مجموعته عراكه مع الدب الذي مزق جنبه بمخالبه وأمسك برأسه ليضعه في فمه. عندما انسحب الدب، ركض رجال سميث لمساعدته. وجدوا فروة رأسه وأذنه ممزقين، لكنه أقنع صديقه، جيم كلايمان، بخياطته وإن كان دون إحكام، وأعطاه التوجيهات لذلك. أحضر صائدو الفراء الماء، وربطوا أضلاعه المكسورة، ونظفوا جروحه. بعد تعافيه من الإصابات، أطال سميث شعره لتغطية الندبة الكبيرة الممتدة من حاجبه إلى أذنه. أظهرت الصورة الشخصية الوحيدة المعروفة لجيديدايا سميث، التي رُسمت بعد وفاته عام 1831، شعره الطويل المفروق جانبيًا لإخفاء ندوبه.
أمضت المجموعة شتاءها بقية عام 1823 في وادي ويند ريفر. أرسل سميث في عام 1824 بعثة استكشافية لإيجاد طريق مناسب عبر جبال روكي. تمكن سميث من الحصول على المعلومات من قبيلة الكراو. عند التواصل معهم، رسم أحد رجال سميث خريطة فريدة (مصنوعة من جلد الجاموس والرمل)، وتمكن الكراو من إيضاح الاتجاه إلى الممر الجنوبي لسميث ورجاله. عبر سميث ورجاله هذا الممر من الشرق إلى الغرب وصادفوا النهر الأخضر بالقرب من مصب نهر ساندي الكبير في ما يعرف اليوم بولاية وايومنغ. انقسمت المجموعة إلى فرقتين - إحداهما بقيادة سميث والأخرى بقيادة توماس فيتزباتريك - لصيد الفراء عند منبع النهر الأخضر ومصبه. اجتمعت الفرقتان في يوليو على نهر سويتواتر، وتقرر أن يأخذ فيتزباتريك واثنان آخران الفراء إلى آشلي في سانت لويس وإخباره بتحديد طريق رئيسي ممكن عبر جبال روكي. كان صائد الفراء الاسكتلندي الكندي روبرت ستيوارت، الذي يعمل لدى شركة باسيفيك للفراء التابعة لجون جاكوب أستور، قد اكتشف سابقًا الممر الجنوبي، في منتصف أكتوبر 1812، أثناء ترحاله برًا إلى سانت لويس من فورت أستوريا، ولكن أُبقيت هذه المعلومات سرًا. كتب سميث في وقت لاحق رسالة إلى وزير الحرب جون إيتون في عام 1830 جعلت من موقع الممر الجنوبي معلومات عامة. عاد الرائد هنري إلى سانت لويس في 30 أغسطس، وبدأ آشلي في التخطيط لقيادة قافلة إلى جبال روكي للانضمام إلى رجاله. رفض هنري العودة مع آشلي، وفضّل التقاعد من تجارة الفراء.
بعد مغادرة فيتزباتريك، عبر سميث وستة آخرون، بمن فيهم ويليام سوبليت، الممر الجنوبي مرة أخرى، وفي سبتمبر 1824 صادف مجموعة من صائدي الإيروكوا الأحرار الذين انفصلوا عن لواء سنيك كاونتري التابع لشركة خليج هدسون بقيادة ألكسندر روس. أخبر سميث الإيروكوا أنه بإمكانهم الحصول على أسعار أفضل لفرائهم من خلال بيعها للتجار الأمريكيين ورافق اللواء إلى قاعدته في مركز فلاتهيد في مونتانا. بعد ذلك، رافق سميث اللواء الذي يقوده بيتر سكين أوغدن إلى الجنوب الشرقي، فغادر مركز فلاتهيد في ديسمبر 1824. في أبريل 1825، على ضفاف نهر بير في ولاية يوتاه الحالية، انفصل سميث ورفاقه عن اللواء وانضموا إلى مجموعة من الأمريكيين الذين أمضوا فصل الشتاء في المنطقة. في أواخر مايو 1825، على ضفاف نهر ويبر بالقرب من ماونتن غرين في يوتاه، انشق 23 رجلًا من صائدي الفرار الأحرار عن لواء أوغدن، بدعم من مجموعة من الصيادين الأمريكيين بقيادة جونسون غاردنر. كان العديد من الفارين من بين صيادي الإيروكوا الذين ساعدهم سميث في سبتمبر 1824. ربما كان سميث حاضرًا في المواجهة، لكن مدى تدخله في عملية انشقاق الأحرار، إن كان هناك تدخل، غير واضح.